# Paralabrax
Paralabrax è un genere di pesci di acqua salata appartenenti alla famiglia Serranidae.

## Distribuzione
Provengono dall'est dell'oceano Pacifico.

## Descrizione
La loro colorazione è prevalentemente marrone o grigiastra, spesso striata di bianco e con macchie più chiare. La specie di dimensioni maggiori è P. clathratus, che raggiunge i 72 cm.

## Tassonomia
In questo genere sono riconosciute 10 specie:
- Paralabrax albomaculatus
- Paralabrax auroguttatus
- Paralabrax callaensis
- Paralabrax clathratus
- Paralabrax dewegeri
- Paralabrax humeralis
- Paralabrax loro
- Paralabrax maculatofasciatus
- Paralabrax nebulifer
- Paralabrax semifasciatus

## Note

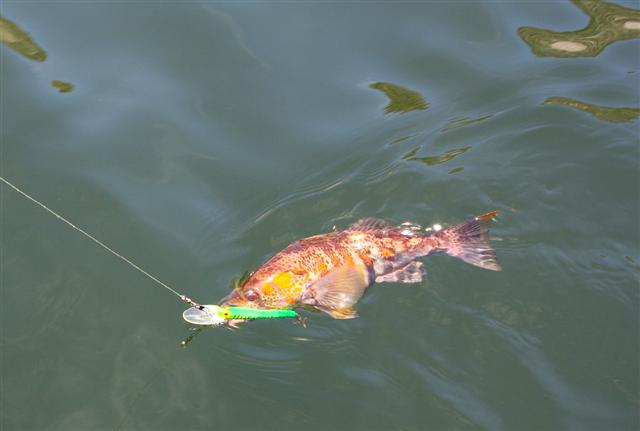
P. humeralis